# 610 (tal)
610 är det naturliga heltal som följer 609 och följs av 611.

## Matematiska egenskaper
- 610 är ett jämnt tal.
- 610 är ett sammansatt tal.
- 610 är ett Sfeniskt tal.
- 610 är ett Fibonaccital.

## Inom vetenskapen
- 610 Valeska, en asteroid.